# Auguries of Innocence
Auguries of Innocence (lett. Voortekenen van de onschuld) is een gedicht van de Engelse dichter, prozaschrijver en beeldend kunstenaar William Blake. Het gedicht maakt deel uit van het zogeheten 'Pickering Manuscript', een reeks gedichten die in de nalatenschap van de dichter werden aangetroffen en pas decennia later zouden worden gepubliceerd.
Het manuscript werd vermeld in de in 1863 verschenen biografie 'Life of William Blake' van Alexander Gilchrist. In 1866 waren de gedichten in handen van de uitgever Basil Montagu Pickering, naar wie het manuscript is vernoemd en die ze in dat jaar publiceerde in zijn uitgave van Songs of Innocence and of Experience, with Other Poems. De gedichten zijn vermoedelijk ontstaan in de jaren 1801-1803.
Auguries of Innocence telt 132 regels. De eerste vier vertonen het rijmschema abab, de rest volgt het rijmschema aabbcc etc. Het gedicht bevat een groot aantal aforismen, paradoxen en als spreekwoord te interpreteren uitspraken, waarin 'onschuld' wordt geplaatst tegenover het 'kwaad' in de wereld, zoals ook in de Songs of Innocence and Experience het geval is. De gedichten in dit manuscript zijn niet voorzien van gravures. De regels zijn vaak satirisch of kritisch van aard.
Bepaalde regels uit dit gedicht hebben grote bekendheid verworden en worden nog altijd geciteerd, ook in de populaire cultuur. Met name bekend zijn de openingsregels “To see a World in a Grain of Sand / And a Heaven in a Wild Flower, / Hold Infinity in the palm of your hand / And Eternity in an hour”. Andere veel aangehaalde regels zijn “Every Night and every Morn / Some to Misery are Born. / Every Morn and every Night / Some are Born to sweet delight. / Some are Born to sweet delight, / Some are Born to Endless Night.”